# Craig Walton
Craig Walton (Ulverstone, 10 ottobre 1975) è un triatleta australiano.

## Carriera
Ha vinto la medaglia di bronzo ai campionati del mondo di triathlon di Perth del 2000.
Si è ritirato dalle competizioni internazionali nel 2008.

## Curiosità
- Il 16 novembre 2009 la commissione australiana per lo sport (Australian Sports Commission) lo ha premiato come "Allenatore dell'anno"[2].